# Geekbench
Geekbench est un logiciel de benchmarking propriétaire et freemium permettant d'évaluer l'unité centrale de traitement (CPU) et l'unité de traitement graphique (GPU) des ordinateurs, ordinateurs portables, tablettes et téléphones.

## Histoire
Geekbench commence comme un benchmark pour Mac OS X et Windows, et est maintenant un benchmark multiplateforme qui prend en charge macOS, Windows, Linux, Android et iOS.
Dans sa version 4, Geekbench commence à mesurer les performances du GPU dans des domaines tels que le traitement d'images et la vision par ordinateur.
Dans sa version 5, Geekbench abandonne la prise en charge de l' IA-32.
Dans sa version 6, la version actuelle, Geekbench inclut des tests de calcul CPU et GPU.

## Usage
Il utilise un système de notation qui sépare les performances monocœur et multicœur, et les charges de travail conçues pour simuler des scénarios réels. Le benchmark logiciel est disponible pour  macOS, Windows, Linux, Android et iOS. Les utilisateurs gratuits doivent télécharger les résultats des tests en ligne afin de pouvoir exécuter le benchmark.
En 2013, l'utilité des scores des versions antérieures de Geekbench (jusqu'à la version 3) est fortement contestée par Linus Torvalds dans un forum en ligne. Les inquiétudes de Linus selon lesquelles Geekbench combinait des benchmarks disparates en un seul score,qui est traité dans Geekbench 4 en divisant les entiers, les virgules flottantes et les cryptographie en sous-scores. Linus considère les changements comme des améliorations dans le cadre d'un examen informel.